# Рётген
Рётген (нем. Roetgen) — община в Германии, в земле Северный Рейн-Вестфалия.
Подчиняется административному округу Кёльн. Входит в состав района Ахен. Население составляет 8250 человек (на 31 декабря 2010 года). Занимает площадь 39,033 км².
Коммуна подразделяется на 3 сельских округа.